# Дом Якоба Кайзера

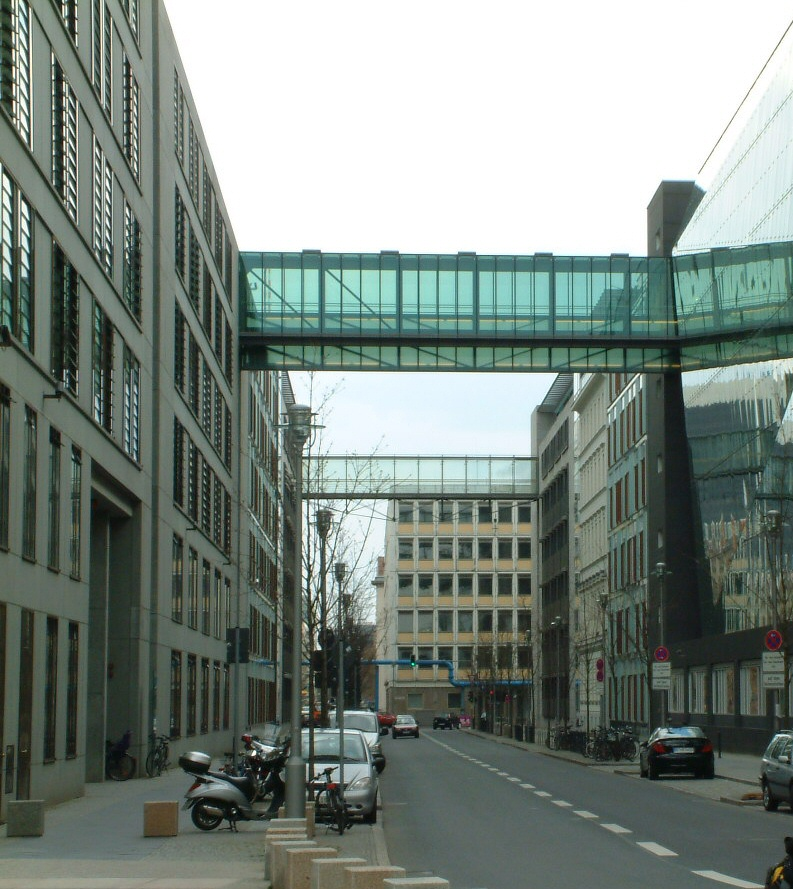
Корпуса Дома Якоба Кайзера на Доротеенштрассе

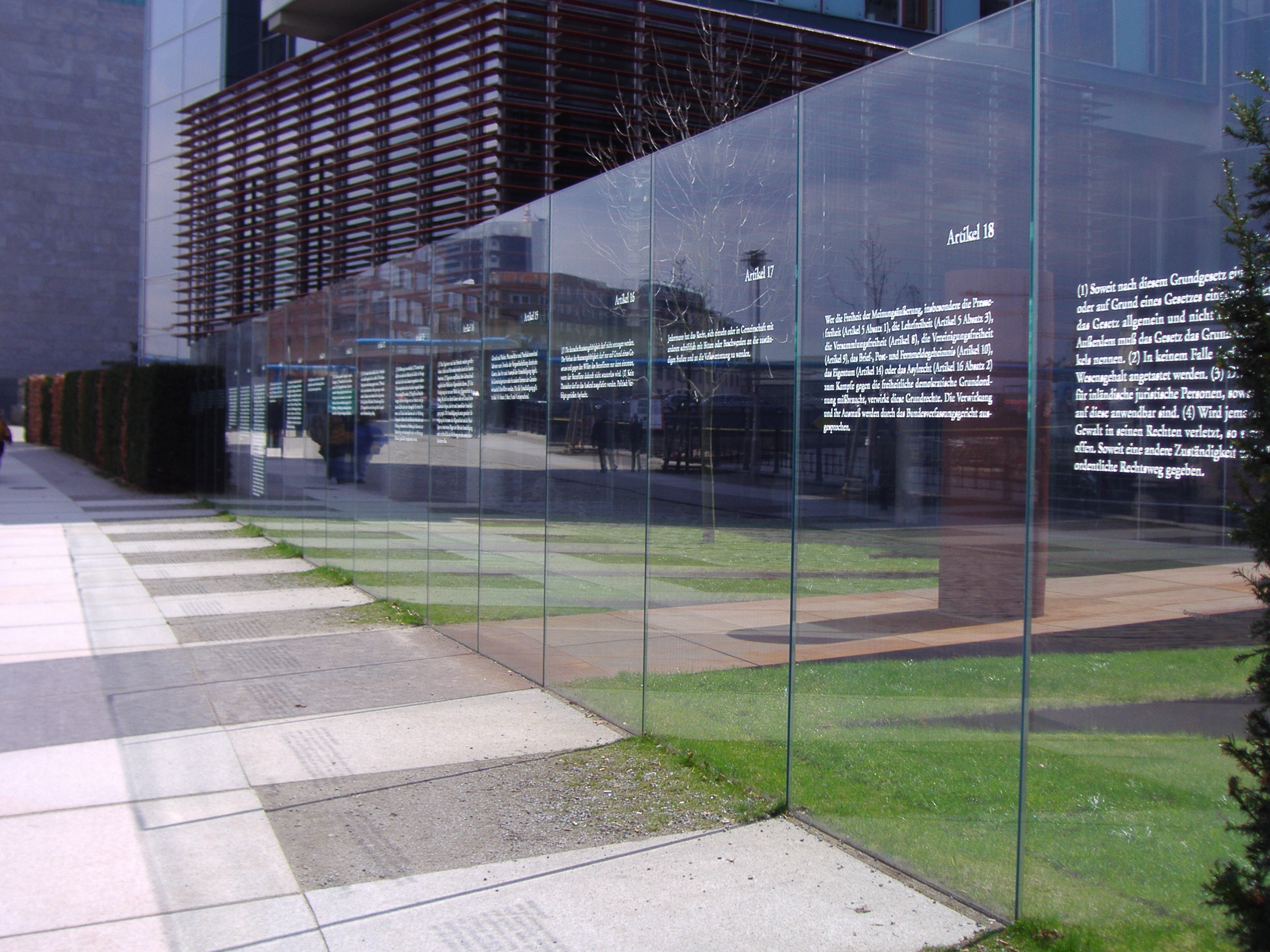
Статьи Основного закона ФРГ на стеклянных панелях во внутреннем дворе Дома Якоба Кайзера

Дом Якоба Кайзера (нем. Jakob-Kaiser-Haus) — комплекс зданий в берлинском районе Митте, названный в честь политика Якоба Кайзера. Самое крупное парламентское здание в Германии.
В Доме Якоба Кайзера размещаются в общей сложности 1745 офисов, из них 314 кабинетов депутатов бундестага стандартного размера в 18 кв. м. Кроме того, в Доме Якоба Кайзера предусмотрено 43 переговорных помещения, два зала заседаний, телевизионная студия, пресс-центр бундестага и другие медийные службы. В Доме Якоба Кайзера работает столовая для персонала на 570 мест.
Дом Якоба Кайзера состоит из восьми семиэтажных зданий, проект был разработан в 1997 году четырьмя архитектурными бюро: Schweger & Partner, Busmann + Haberer, gmp и de Architekten Cie. Здание было передано в эксплуатацию 23 января 2002 года. Бывший дворец председателя рейхстага вошёл в комплекс Дома Якоба Кайзера и был реконструирован под руководством Томаса ван ден Валентина. Корпуса, разделённые улицей Доротеенштрассе, соединяют два надземных крытых перехода. Под улицей Доротеенштрассе проложено также две подземные галереи, соединяющие корпуса и здание Рейхстага. Из Дома Якоба Кайзера по подземному туннелю, проложенному под Шпрее, можно также попасть в Дом Марии Элизабет Людерс и Дом Пауля Лёбе.
Внутренние дворы Дома Якоба Кайзера украшают многочисленные предметы искусства. Открытый внутренний двор к набережной Шпрее ограничен стеклянными панелями, на которых нанесены первые 19 статей Основного закона ФРГ в редакции 1949 года.